# Marie Müller (Malerin)

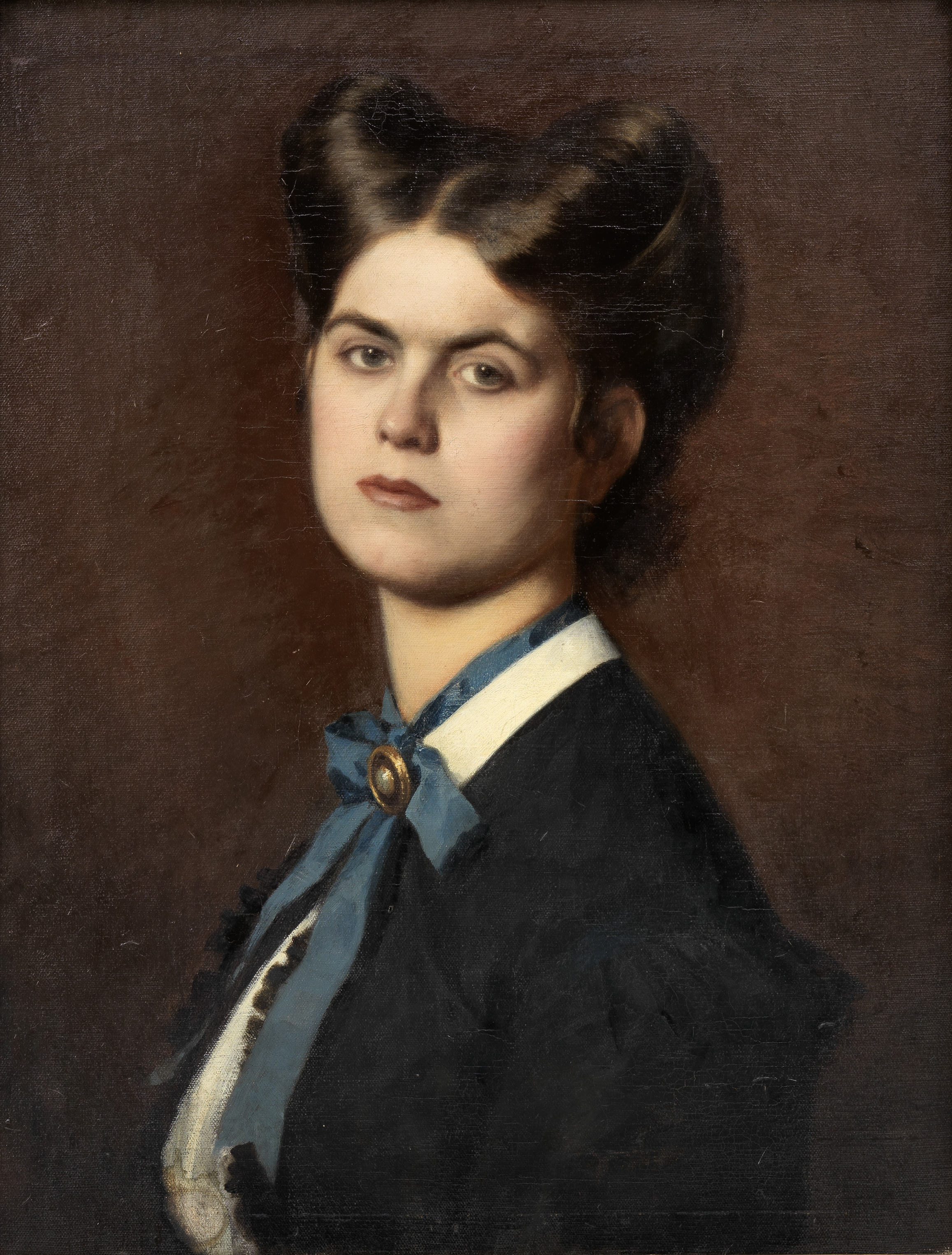
Marie Müller porträtiert von Leopold Carl Müller (1866)

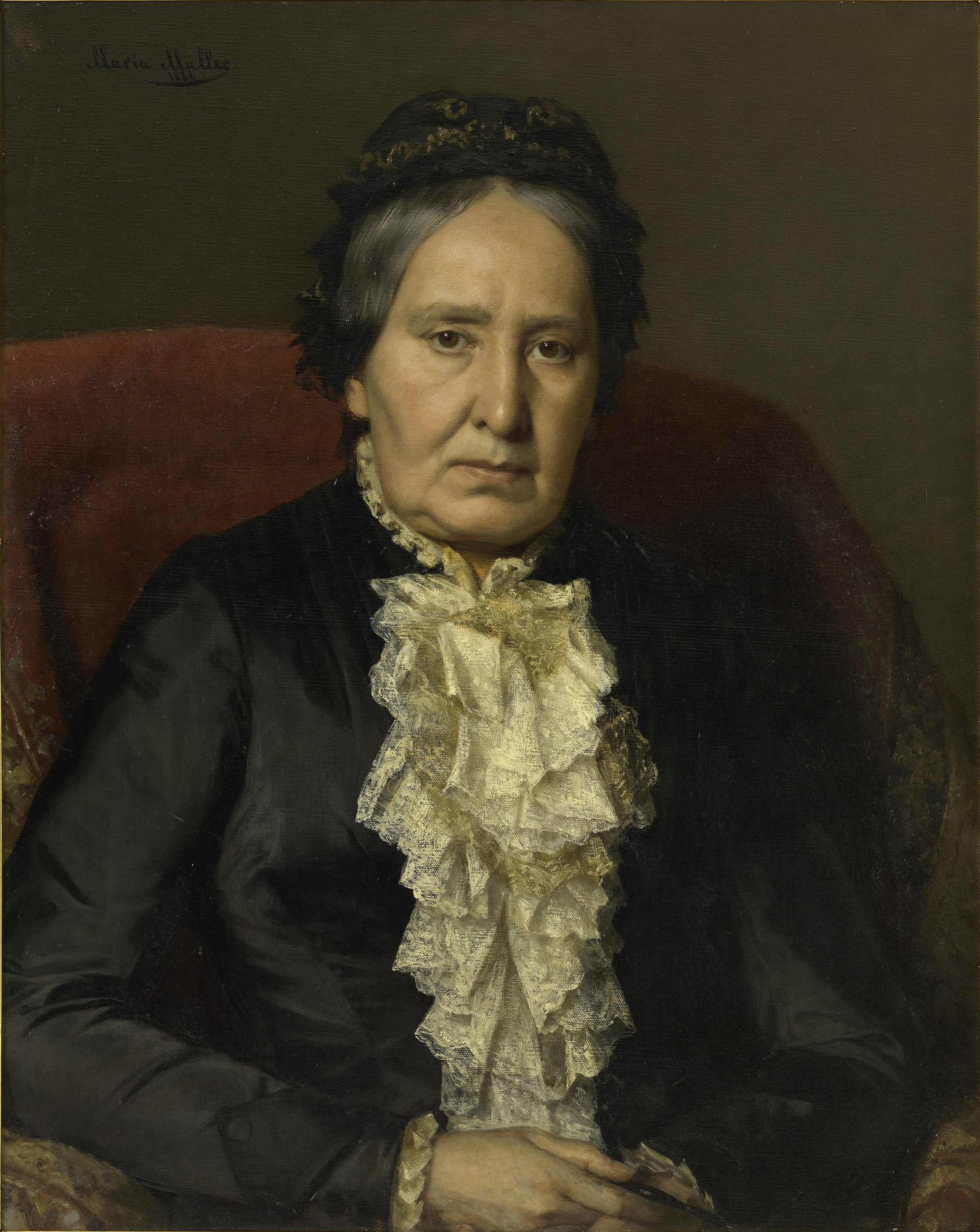
Betty Paoli (1886)

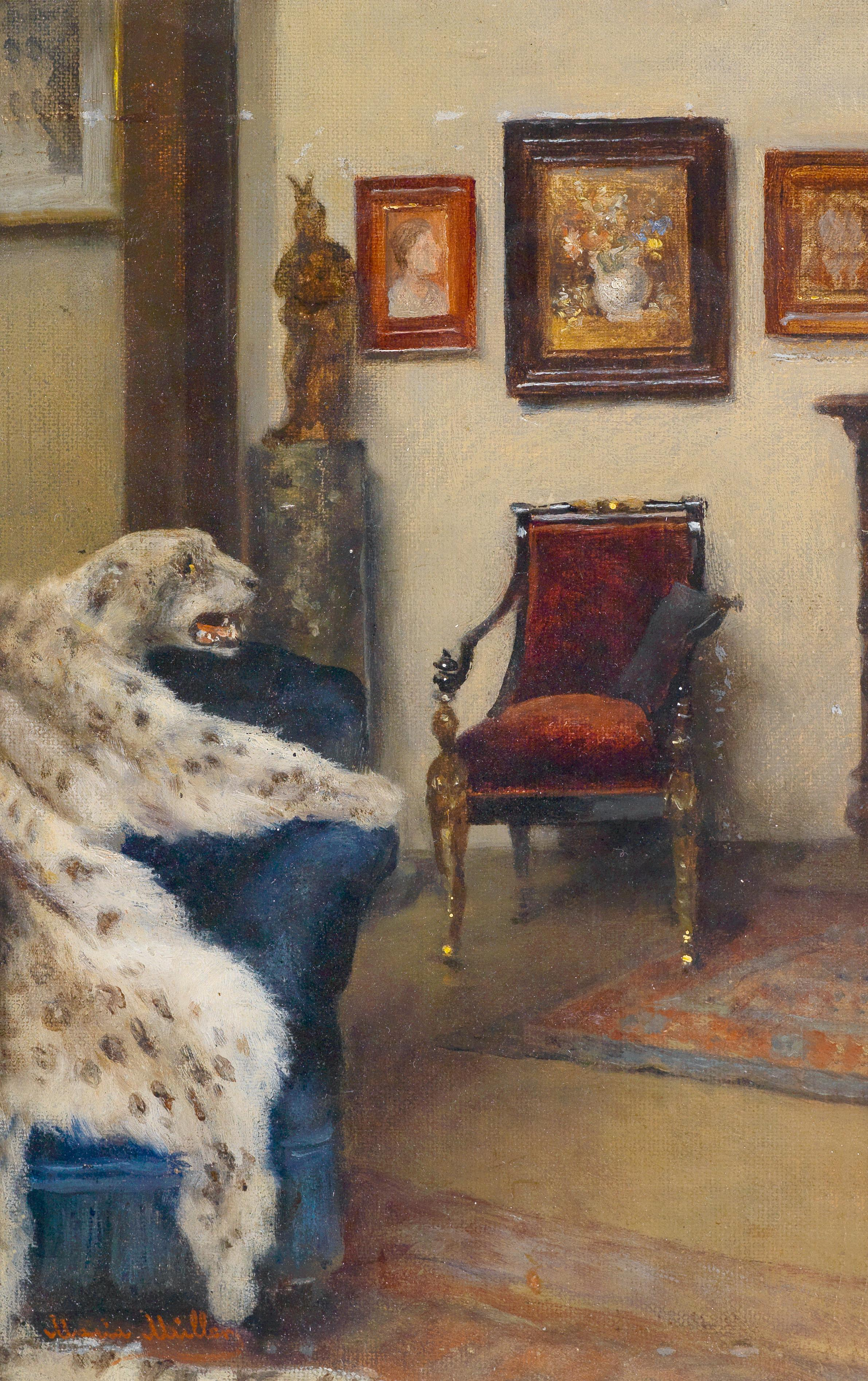
Atelierinterieur (vor 1903)

Marie Müller (* 10. Juli 1847 in Wien als Maria Müller; † 21. März 1935 ebenda) war eine österreichische Malerin. Sie war Mitbegründerin der Gruppe der Acht Künstlerinnen.

## Leben
Marie Müller wurde am 10. Juli 1847 als Tochter des Lithographen Leopold Müller (1807–1862) und dessen Ehefrau Josepha geboren und am Folgetag auf den Namen Maria getauft.
Im Herbst 1872 besuchte sie die Vorbereitungsschule für das „Figurale Zeichnen“ der Kunstgewerbeschule des k.k. Österreichischen Museums für Kunst und Industrie, die Michael Rieser leitete. Ein Jahr später wechselte sie zu Ferdinand Laufberger, bei dem sie bis 1880 Zeichnen und Malen studiert. Die folgenden zehn Jahre arbeitete Müller mit ihrer Schwester Bertha als Porträtmalerin im Atelier ihres Bruders Leopold an der Wiener Akademie. Gefördert werden die Schwestern auch von August von Pettenkofen.
Marie Müller bezeichnete sich als Schülerin ihres Bruders, der als bedeutendste österreichische Orientmaler gilt. Sie begleitet ihn 1883/1884 auf einer mehrmonatigen Reise nach Kairo. Neben Porträts und Studien malte sie dort auch Interieurs. Nachdem sie 1886 ihr Ausstellungsdebüt gab, erhielt sie 1890 an der Akademie ein eigenes Atelier. Sie arbeitete dort bis 1902 mit ihrer Schwester Bertha.
Marie Müller zählte um die Jahrhundertwende zu den bedeutendsten Porträtistinnen der Stadt. Ihre Kunden waren Persönlichkeiten aus dem Gesellschafts-, Kunst- und Wirtschaftsleben und dem Adel. Für die Stadt Wien malte sie 1891 ein Porträt der Dichterin Marie von Ebner-Eschenbach. Zu den porträtierten gehörten auch die Autorin Betty Paoli, Ida Fleischl und Gräfin Festetics. Erfolge hatte Müller auch mit ihren Miniaturen auf Elfenbein. Sie war um 1900 Gründungsmitglied der „Acht Künstlerinnen“, die etwa zehn Jahre lang gemeinsam im Kunstsalon Pisko ausstellten.
In der Inflationszeit verloren die Schwestern Müller ein beträchtliches Geldvermögen. Sie verkauften bis 1931 Werke ihres Bruders über den Kunsthandel. Marie veräußerte 1932 ihre Briefe Karten und Billets, die sie von Ebner-Eschenbach erhalten hatte, an die Wiener Stadt- und Landesbibliothek. Mit der Autorin war sie durch eine langjährige Freundschaft verbunden.
Am 21. März 1935 starb die ledige Müller im Alter von 87 Jahren in ihrer Wohnung in der Paniglgasse 19a im 4. Wiener Gemeindebezirk Wieden an den Folgen einer Lungenentzündung. Am 26. März 1935 wurde sie am Wiener Zentralfriedhof beerdigt.

## Ausstellungen
Marie Müller konnte 1886 ihr künstlerisches Debüt auf der Jahres-Ausstellung des Wiener Künstlerhauses mit sieben Porträts feiern. Sie stellte dann regelmäßig auf den Jahres-Ausstellungen des Künstlerhauses aus. Größere Ausstellungen waren 1892 die IX. Internationalen Kunstausstellung im Münchener Glaspalast und die III. Internationalen Aquarell-Ausstellung in Dresden sowie im folgenden Jahr die Weltausstellung in Chicago. Müller nahm teil an der „Jubiläums-Kunstausstellung 1898“ im Künstlerhaus Wien und an der „Österreichischen Jubiläums-Kunstausstellung 1908“ sowie an den Ausstellungen der „Acht Künstlerinnen“ bzw. „Acht Künstlerinnen und ihre Gäste“ von 1900 bis 1909. In der „Gedenkausstellung Leopold Carl Müller 1834–1892“ des Jahres 1932 wurde neben 67 Gemälden des Bruders auch die „Kollektion Bertha und Maria Müller“ gezeigt.

## Familie
Der Vater der Künstlerin, Leopold Müller (1807–1862), war Militär- und später Forstgeometer, bevor er sich der Lithographie zuwandte. Ihre Mutter Josefa war die Tochter des Kürschnermeisters Bichler in Marchegg und arbeitete vor der Heirat als Stubenmädchen. Marie hatte fünf Geschwister, den Bruder Leopold Carl (1834–1892) und die Schwestern Louise (1837–1909), Josefine (1839–1906), Amalie (1840–1909) und Bertha (1848–1937). Weitere vier Geschwister starben im frühen Kindesalter. Alle blieben unverheiratet, bis auf Josefine, die 1857 den Maler Eduard Swoboda (1814–1902) heiratete. Zwei ihrer Kinder wurden ebenfalls Maler: Rudolf (1859–1914) und Josefine Swoboda (1861–1924).